# Flux en canals oberts
El flux en canals oberts és una branca de la hidràulica, és un tipus de flux de líquid dins d'un conducte amb una superfície lliure, conegut com un canal hidràulic. L'altre tipus de flux dins d'un conducte és el flux de la canonada. Aquests dos tipus de flux són similars en molts aspectes, però difereixen en un aspecte important: la superfície lliure. El flux en canals oberts té una superfície lliure, mentre que el flux de canonades no en té.